# Kewia
Kewia is een geslacht van uitgestorven zee-egels uit de klasse van de Echinoidea. Exemplaren van dit geslacht zijn slechts als fossiel bekend.

## Soorten
- Kewia blancoensis (Kew, 1920) †
- Kewia minoensis (Morishita, 1955) †
- Kewia minuta Shibata, 1960 †
- Kewia ugoensis Shibata, 1960 †